# General Salgado
General Salgado là một đô thị ở bang São Paulo của Brasil. 
Đô thị này nằm ở vĩ độ 20º38'54" độ vĩ nam và kinh độ 50º21'38" độ vĩ tây, trên khu vực có độ cao 418 m. Dân số năm 2004 ước tính là 11.053 người.

## Thông tin nhân khẩu
Dữ liệu dân số theo điều tra dân số năm 2000
Tổng dân số: 10.824
- Dân số thành thị: 8.749
- Dân số nông thôn: 2.075
- Nam giới: 5.504
- Nữ giới: 5.320

Mật độ dân số (người/km²): 21,95
Tỷ lệ tử vong trẻ sơ sinh dưới 1 tuổi (trên một triệu người): 21,20
Tuổi thọ bình quân (tuổi): 68,60
Tỷ lệ sinh (số trẻ trên mỗi bà mẹ): 1,94
Tỷ lệ biết đọc biết viết: 86,25%
Chỉ số phát triển con người (HDI-M): 0,762
- Chỉ số phát triển con người - Thu nhập: 0,704
- Chỉ số phát triển con người - Tuổi thọ: 0,727
- Chỉ số phát triển con người - Giáo dục: 0,855

(Nguồn: IPEADATA)

### Sông ngòi
- Sông São José dos Dourados

### Các xa lộ
- SP-310